# Těšov (Uherský Brod)
Těšov je část města Uherský Brod. V minulosti býval samostatnou obcí s vlastním obecním úřadem.
Těšovem protéká řeka Olšava. PSČ je 687 34.
Podle regionálního členění reliéfu území České republiky patří Těšov do geomorfologické soustavy vnějších Západních Karpat, které tvoří podklad celé východní Moravy.

## Pamětihodnosti
- Zvonice
- Socha sv. Jana Nepomuckého na návsi
- Kříž u kravína
- Usedlost čp. 29 (zanikla)
- Kaple sv. Anny
- Kříž v ul. U Dráhy

## Osobnosti
- František Důbrava (1855–1926), starosta obce, katolický politik, zemský poslanec.
- Radek Jančář (*1968), autor publikace Kniha o Těšově (1298-1976). Těšovský rok ve starodávných zvycích, slavnostech, písních a tancích.[4]

## Fotogalerie

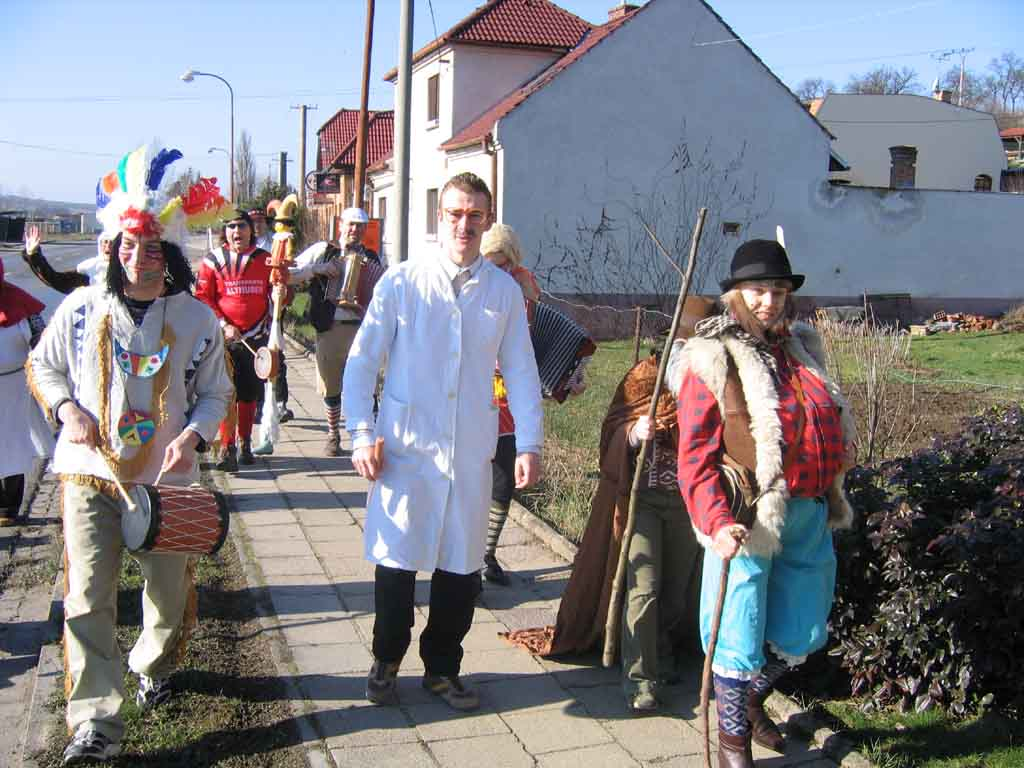
Masopust 2007
Uherský Brod Těšov